# Cameron Carter-Vickers
Cameron Robert Carter-Vickers (Southend-on-Sea, 31 dicembre 1997) è un calciatore statunitense con cittadinanza britannica, difensore del Celtic e della nazionale statunitense.

## Biografia
È il figlio dell'ex cestista franco-statunitense Howard Carter.

## Caratteristiche tecniche
Gioca come difensore centrale, abile in impostazione e forte fisicamente.

## Carriera

### Club
L'inizio al Tottenham e una serie di prestiti in Inghilterra
Cresciuto nel settore giovanile del Tottenham, ha esordito in prima squadra il 21 settembre 2016, nella partita di Coppa di Lega vinta per 5-0 contro il Gillingham.
Il 25 agosto 2017 viene ceduto in prestito stagionale allo Sheffield United. Il 19 gennaio 2018 si trasferisce con la stessa formula all'Ipswich Town.
Il 17 maggio 2018 prolunga con gli Spurs fino al 2021, per poi venire ceduto nuovamente in prestito in Championship, questa volta allo Swansea City.
L'8 agosto 2019 viene prestato allo Stoke City.
Il 2 gennaio 2020 viene richiamato dal Tottenham, salvo poi essere ceduto nuovamente a titolo temporaneo dopo 28 giorni, questa volta al Luton Town.
Il 16 ottobre 2020 viene ceduto in prestito al Bournemouth.
Celtic
Il 31 agosto 2021 viene ceduto in prestito al Celtic, da cui verrà riscattato a titolo definitivo per la cifra di 7 milioni di euro il 10 giugno 2022. Nel corso della sua prima stagione 2021/2022, mette a segno 4 goal e 1 assist in 28 presenze di Premiership, contribuendo alla vittoria del campionato scozzese e della coppa di lega scozzese.
L'11 marzo 2023 segna un goal di testa nella vittoria in trasferta contro l'Hearts per 0-3 in Scottish Cup. A fine stagione, dopo 39 presenze alza da protagonista tre trofei in patria come la Premiership, la Scottish Cup e la coppa di lega scozzese con Ange Postecoglou in panchina.
Il 26 gennaio 2024 firma il rinnovo con gli scozzesi fino a giugno 2029.

### Nazionale
Ha debuttato con la nazionale statunitense il 14 novembre 2017, nell'amichevole pareggiata per 1-1 contro il Portogallo, sostituendo al 48º minuto John Anthony Brooks.
Nel novembre del 2022, viene incluso dal CT Gregg Berhalter nella rosa statunitense partecipante ai Mondiali di calcio in Qatar.

## Statistiche

### Presenze e reti nei club
Statistiche aggiornate al 30 gennaio 2025.
| Stagione            | Squadra         | Campionato      | Campionato | Campionato | Coppe nazionali | Coppe nazionali | Coppe nazionali | Coppe continentali | Coppe continentali | Coppe continentali | Altre coppe | Altre coppe | Altre coppe | Totale | Totale | Totale |
| Stagione            | Squadra         | Comp            | Pres       | Reti       | Comp            | Pres            | Reti            | Comp               | Pres               | Reti               | Comp        | Pres        | Reti        | Pres   | Reti   |        |
| ------------------- | --------------- | --------------- | ---------- | ---------- | --------------- | --------------- | --------------- | ------------------ | ------------------ | ------------------ | ----------- | ----------- | ----------- | ------ | ------ | ------ |
| 2016-2017           | Tottenham       | PL              | 0          | 0          | FACup+CdL       | 2+2             | 0               | UCL                | 0                  | 0                  | -           | -           | -           | 4      | 0      |        |
| ago. 2017-gen. 2018 | Sheffield Utd   | FLC             | 17         | 1          | FACup+CdL       | 1+0             | 0               | -                  | -                  | -                  | -           | -           | -           | 18     | 1      |        |
| gen.-giu. 2018      | Ipswich Town    | FLC             | 17         | 0          | FACup+CdL       | -               | -               | -                  | -                  | -                  | -           | -           | -           | 17     | 0      |        |
| 2018-2019           | Swansea City    | FLC             | 30         | 0          | FACup+CdL       | 3+0             | 0               | -                  | -                  | -                  | -           | -           | -           | 33     | 0      |        |
| 2019-gen. 2020      | Stoke City      | FLC             | 12         | 0          | FACup+CdL       | 0+3             | 0               | -                  | -                  | -                  | -           | -           | -           | 15     | 0      |        |
| gen.-giu. 2020      | Luton Town      | FLC             | 16         | 0          | -               | -               | -               | -                  | -                  | -                  | -           | -           | -           | 16     | 0      |        |
| 2020-2021           | Bournemouth     | FLC             | 23         | 1          | FACup+CdL       | 3+0             | 0               | -                  | -                  | -                  | -           | -           | -           | 26     | 0      |        |
| lug.-ago. 2021      | Tottenham       | PL              | 0          | 0          | -               | -               | -               | UECL               | 1                  | 0                  | -           | -           | -           | 1      | 0      |        |
| 2021-2022           | Celtic          | SP              | 33         | 4          | SC+CdL          | 3+3             | 0               | UCL+UEL+UECL       | 0+5+1              | 0                  | -           | -           | -           | 45     | 4      |        |
| 2022-2023           | Celtic          | SP              | 29         | 0          | SC+CdL          | 3+3             | 1+0             | UCL                | 4                  | 0                  | -           | -           | -           | 39     | 1      |        |
| 2023-2024           | Celtic          | SP              | 25         | 1          | SC+CdL          | 2+0             | 0+0             | UCL                | 4                  | 0                  | -           | -           | -           | 31     | 1      |        |
| 2024-2025           | Celtic          | SP              | 17         | 0          | SC+CdL          | 1+3             | 0+1             | UCL                | 5                  | 0                  | -           | -           | -           | 26     | 1      |        |
| Totale Celtic       | Totale Celtic   | Totale Celtic   | 104        | 5          |                 | 18              | 2               |                    | 19                 | 0                  |             | -           | -           | 141    | 7      |        |
| Totale carriera     | Totale carriera | Totale carriera | 219        | 7          |                 | 32              | 2               |                    | 20                 | 0                  |             | -           | -           | 271    | 9      |        |

### Cronologia presenze e reti in nazionale
| Cronologia completa delle presenze e delle reti in nazionale ― Stati Uniti | Cronologia completa delle presenze e delle reti in nazionale ― Stati Uniti | Cronologia completa delle presenze e delle reti in nazionale ― Stati Uniti | Cronologia completa delle presenze e delle reti in nazionale ― Stati Uniti | Cronologia completa delle presenze e delle reti in nazionale ― Stati Uniti | Cronologia completa delle presenze e delle reti in nazionale ― Stati Uniti | Cronologia completa delle presenze e delle reti in nazionale ― Stati Uniti | Cronologia completa delle presenze e delle reti in nazionale ― Stati Uniti |
| Data                                                                       | Città                                                                      | In casa                                                                    | Risultato                                                                  | Ospiti                                                                     | Competizione                                                               | Reti                                                                       | Note                                                                       |
| -------------------------------------------------------------------------- | -------------------------------------------------------------------------- | -------------------------------------------------------------------------- | -------------------------------------------------------------------------- | -------------------------------------------------------------------------- | -------------------------------------------------------------------------- | -------------------------------------------------------------------------- | -------------------------------------------------------------------------- |
| 14-11-2017                                                                 | Leiria                                                                     | Portogallo                                                                 | 1 – 1                                                                      | Stati Uniti                                                                | Amichevole                                                                 | -                                                                          | 48’                                                                        |
| 27-3-2018                                                                  | Cary                                                                       | Stati Uniti                                                                | 1 – 0                                                                      | Paraguay                                                                   | Amichevole                                                                 | -                                                                          | 81’                                                                        |
| 2-6-2018                                                                   | Dublino                                                                    | Irlanda                                                                    | 2 – 1                                                                      | Stati Uniti                                                                | Amichevole                                                                 | -                                                                          | 30’ 61’                                                                    |
| 9-6-2018                                                                   | Décines-Charpieu                                                           | Francia                                                                    | 1 – 1                                                                      | Stati Uniti                                                                | Amichevole                                                                 | -                                                                          |                                                                            |
| 12-9-2018                                                                  | Nashville                                                                  | Stati Uniti                                                                | 1 – 0                                                                      | Messico                                                                    | Amichevole                                                                 | -                                                                          |                                                                            |
| 16-10-2018                                                                 | East Hartford                                                              | Stati Uniti                                                                | 1 – 1                                                                      | Perù                                                                       | Amichevole                                                                 | -                                                                          |                                                                            |
| 20-11-2018                                                                 | Genk                                                                       | Italia                                                                     | 1 – 0                                                                      | Stati Uniti                                                                | Amichevole                                                                 | -                                                                          |                                                                            |
| 6-6-2019                                                                   | Washington                                                                 | Stati Uniti                                                                | 0 – 1                                                                      | Giamaica                                                                   | Amichevole                                                                 | -                                                                          | 72’                                                                        |
| 2-6-2022                                                                   | Cincinnati                                                                 | Stati Uniti                                                                | 3 – 0                                                                      | Marocco                                                                    | Amichevole                                                                 | -                                                                          | 46’                                                                        |
| 11-6-2022                                                                  | Austin                                                                     | Stati Uniti                                                                | 5 – 0                                                                      | Grenada                                                                    | CONCACAF Nations League 2022-2023 - 1º turno                               | -                                                                          |                                                                            |
| 14-6-2022                                                                  | San Salvador                                                               | El Salvador                                                                | 1 – 1                                                                      | Stati Uniti                                                                | CONCACAF Nations League 2022-2023 - 1º turno                               | -                                                                          | 81’                                                                        |
| 29-11-2022                                                                 | Doha                                                                       | Iran                                                                       | 0 – 1                                                                      | Stati Uniti                                                                | Mondiali 2022 - 1º turno                                                   | -                                                                          |                                                                            |
| 14-10-2023                                                                 | East Hartford                                                              | Stati Uniti                                                                | 1 – 3                                                                      | Germania                                                                   | Amichevole                                                                 | -                                                                          | 66’                                                                        |
| 17-10-2023                                                                 | Nashville                                                                  | Stati Uniti                                                                | 4 – 0                                                                      | Ghana                                                                      | Amichevole                                                                 | -                                                                          | 72’                                                                        |
| 16-11-2023                                                                 | Austin                                                                     | Stati Uniti                                                                | 3 – 0                                                                      | Trinidad e Tobago                                                          | CONCACAF Nations League 2023-2024 - Quarti di finale                       | -                                                                          |                                                                            |
| 21-11-2023                                                                 | Port of Spain                                                              | Trinidad e Tobago                                                          | 2 – 1                                                                      | Stati Uniti                                                                | CONCACAF Nations League 2023-2024 - Quarti di finale                       | -                                                                          |                                                                            |
| 8-6-2024                                                                   | Landover                                                                   | Stati Uniti                                                                | 1 – 5                                                                      | Colombia                                                                   | Amichevole                                                                 | -                                                                          | 62’                                                                        |
| 27-6-2024                                                                  | Atlanta                                                                    | Panama                                                                     | 2 – 1                                                                      | Stati Uniti                                                                | Coppa America 2024 - 1º turno                                              | -                                                                          | 46’                                                                        |
| 23-3-2025                                                                  | Inglewood                                                                  | Canada                                                                     | 2 – 1                                                                      | Stati Uniti                                                                | CONCACAF Nations League 2024-2025 - Finale 3º posto                        | -                                                                          |                                                                            |
| Totale                                                                     |                                                                            | Presenze                                                                   | 19                                                                         |                                                                            | Reti                                                                       | 0                                                                          |                                                                            |

## Palmarès

### Club

#### Competizioni nazionali
- Coppa di Lega scozzese: 3

Celtic: 2021-2022, 2022-2023, 2024-2025
- Campionato scozzese: 4

Celtic: 2021-2022, 2022-2023, 2023-2024, 2024-2025
- Coppa di Scozia: 2

Celtic: 2022-2023, 2023-2024